# Carlton (Oregón)
Carlton es una ciudad ubicada en el condado de Yamhill en el estado estadounidense de Oregón. En el año 2007 tenía una población de 1,755 habitantes y una densidad poblacional de 672 personas por km².

## Geografía
Carlton se encuentra ubicada en las coordenadas 45°17′37″N 123°10′39″O / 45.29361, -123.17750.

## Demografía
Según la Oficina del Censo en 2000 los ingresos medios por hogar en la localidad eran de $41,827, y los ingresos medios por familia eran $45,972. Los hombres tenían unos ingresos medios de $35,577 frente a los $23,661 para las mujeres. La renta per cápita para la localidad era de $16,850. Alrededor del 6.7% de la población estaban por debajo del umbral de pobreza.

## Localidades adyacentes
Diagrama de las localidades a un radio de 16 km a la redonda de Long Neck. 